# Wettbewerbsfreiheit
Wettbewerbsfreiheit (auch system- oder sozialtheoretisches Konzept der Wettbewerbspolitik)  ist ein Begriff der Wettbewerbstheorie. Er bezeichnet nach Erich Hoppmann eine Situation, in der keine Marktmacht vorliegt. Das Konzept der Wettbewerbsfreiheit wurde in den 1960er Jahren von Hoppmann entwickelt und basiert in seinen Grundzügen auf den Gedanken Friedrich August von Hayeks und Josef Schumpeters. In den 1980ern erfuhr der Ansatz mehrere Ergänzungen.

## Grundzüge
Wettbewerbsfreiheit nach Hoppmann liegt dann vor, wenn die Freiheit eines Marktteilnehmers im Verhältnis zur Freiheit eines anderen Marktteilnehmers nicht unverhältnismäßig groß ist. Ansonsten liegt nach Hoppmann Marktmacht des mit großer Freiheit ausgestatteten Marktteilnehmers vor.

### Wettbewerb und Freiheit
Hoppmann sieht den Wettbewerb als dynamischen und evolutorischen Prozess der Innovation und Imitation (d. h. Vorstoß und Verfolgung) und Such- und Entdeckungsverfahren, bei dem eine Auslese unterlegener Problemlösungen stattfindet. Der Wettbewerb führt somit zu einer Freiheit der Konkurrenten und einer Freiheit im Austauschprozess. „Freiheit“ wird dabei definiert als:
- Freiheit als Abwesenheit von Zwang durch Dritte (so genannte Entschließungsfreiheit)
- Freiheit als Abwesenheit von Beschränkungen im Tauschverkehr durch Marktteilnehmer (so genannte Handlungsfreiheit)

Aufgrund seiner positiven Grundeigenschaften betrachtet Hoppmann den Wettbewerb als Ziel und nicht lediglich als Mittel; Wettbewerb ist demnach grundsätzlich geeignet, ökonomisch vorteilhafte Ergebnisse zu produzieren.

### Wettbewerbspolitik
Staatliche Eingriffe in die Marktstruktur werden in den späteren Werken Hoppmanns abgelehnt, da sie eine Anmaßung von „besserem“ Wissen darstellen. In früheren Werken befürwortet Hoppmann hingegen Marktmachttests zur Prognose der Auswirkungen von Fusionen. Des Weiteren erachtet Hoppmann sie als unnötig, da Märkte und Strukturen nicht exogen vorgegeben sind, sondern sich endogen im Wettbewerb entwickeln – also ist auch eine „unerwünschte“ Marktstruktur nicht per se störend, da sie sich im Zeitverlauf ändern wird.
Hingegen befürwortet es Hoppmann, dass die Wettbewerbshüter Marktprozesse herbeiführen, die sowohl Wettbewerbsfreiheit als auch eine ökonomische Vorteilhaftigkeit für beide Marktakteure beinhalten. Der Staat solle dabei nicht die Wettbewerbsfreiheit als einen „positiv definierten Freiheitsspielraum“ definieren, den es zu erreichen gelte. Vielmehr solle er durch Negativauslese definieren, welche Situationen die Wettbewerbsfreiheit unangemessen beeinträchtigen.

## Praxisbezug
In der Praxis kommt es gemäß dem Ansatz der Wettbewerbsfreiheit beispielsweise zu einer Kritik an der Praxis der Fusionskontrolle.